# Tążyna
Die Tążyna, deutsch Tonzyna, ist ein linksseitiger Zufluss der Weichsel in der Woiwodschaft Kujawien-Pommern in Polen. Ihre Länge beträgt 49,8 Kilometer, das Einzugsgebiet umfasst eine Fläche von 495,8 km².

## Lage und Lauf
Die Tążyna entspringt in einem Feuchtgebiet (Błoto Ostrowskie) östlich der Droga krajowa 15 im Nordosten der Stadt Inowrocław (deutsch zeitweise Hohensalza). Sie verläuft zunächst als Kanal Parchański in südlicher Richtung  an dem Dorf Parchanie vorbei, wendet sich dann nach Osten und nimmt bei Brudnia den Namen Tążyna an. Östlich des Dorfs Wilkostowo wendet sie sich nach Norden, umfließt dann in einem weiten Bogen die Stadt Aleksandrów Kujawski und mündet wenige Kilometer weiter östlich bei dem Dorf Otłoczyn unterhalb von Ciechocinek in die Weichsel.
Ein Zufluss der Tążyna ist die Mała Tążyna mit einer Länge von rund 21 Kilometern.
Bis 1919 bildete der Unterlauf der Tążyna die Grenze zwischen Preußen (Provinz Westpreußen) und dem seit 1815 russischen Teil Polens.

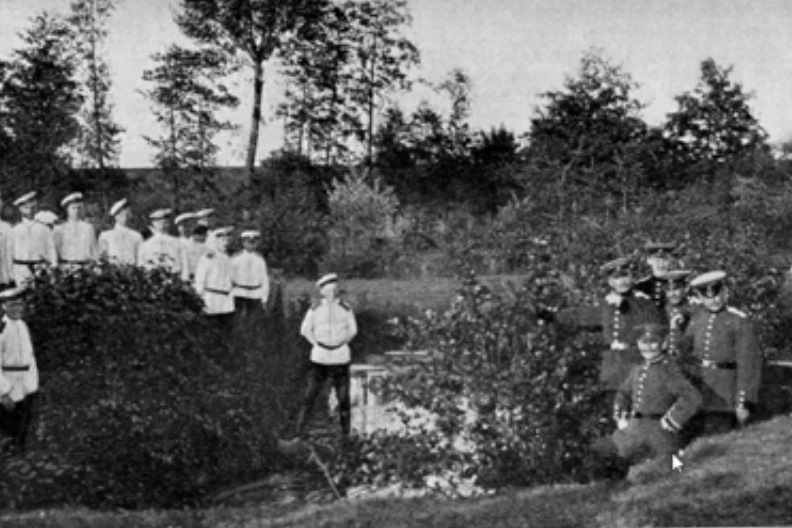
Tążyna, Grenze zwischen Deutschland (rechts) und Russland (links)